# Convento de San Francisco Casa Grande
El convento de San Francisco Casa Grande es un antiguo convento de la ciudad española de Granada que alberga el Mando de Adiestramiento y Doctrina (MADOC) del Ejército de Tierra de España.

## Historia
En 1507 se edificó la iglesia de San Francisco sobre una antigua mezquita, costeada mayormente por los Reyes Católicos, siendo la primera catedral de Granada. Esta estaba en la actual la plaza Padre Suárez, constando de nave central y seis capillas en sus lados.
Allí se trasladaron los Franciscanos de la Alhambra en la primera mitad del siglo XVI, siendo esta sede la mayor de la orden en el Reino de Granada, por lo que recibió el sobrenombre de “grande”.
Durante la ocupación francesa en 1810 se convirtió en cuartel general, y con la desamortización de Mendizábal, pasó a ser la residencia del Gobernador Militar y oficinas militares. En 1945 se convirtió en Capitanía General.